# Son Yeon-jae
Son Yeon-jae (손연재; * 28. Mai 1994 in Seoul) ist eine ehemalige südkoreanische rhythmische Sportgymnastin. Sie nahm 2012 und 2016 an den Olympischen Sommerspielen teil. Von 2013 bis 2016 belegte sie Platz 5 der Weltrangliste.

## Karriere
Son wurde bekannt in Südkorea, nachdem sie bei den Asienspielen 2010 in Guangzhou (China) die Bronzemedaille erringen konnte. Darauf ging Son nach Russland, um dort zu trainieren. Zwei Jahre später nahm sie an den Olympischen Sommerspielen 2012 in London teil und erreichte Platz 5 im Einzel.
Bei der Sommer-Universiade 2013 in Kasan gewann sie die Silbermedaille mit dem Ball und Bronze bei den Weltmeisterschaften der Rhythmischen Sportgymnastik 2014 in Izmir mit dem Reifen. Bei der Sommer-Universiade 2015 in ihrem Heimatland gewann Son fünf Medaillen, dreimal Gold, zweimal Silber.
2016 nahm Son an den Olympischen Spielen in Rio de Janeiro teil und belegte letztlich im Einzel der Rhythmischen Sportgymnastik Platz 4 mit 72,898 Punkten.
Nach den Spielen entschied sich Son, ihr Studium an der Yonsei University fortzusetzen. Nach einer Umfrage von Gallup Korea war Son am Jahresende die südkoreanische Topathletin des Jahres mit 29,8 %. Am 18. Februar 2017 erklärte Son ihr Karriereende.

## Privates
Im August 2022 wird sie heiraten.